# Eugen König
Eugen König (* 19. September 1896 in Trier; † 8. April 1985 in Bitburg) war ein deutscher Offizier, zuletzt Generalleutnant im Zweiten Weltkrieg.

## Leben
König war Sohn eines Zuschneiders. Es war damit einer der ganz wenigen Generäle der Wehrmacht dessen Vater zur Arbeiterklasse angehörte. Er diente ab dem 19. Juni 1915 als Kriegsfreiwilliger und einfacher Soldat im Ersten Weltkrieg. Beim Infanterie-Regiment Nr. 189 wurde er am 12. Juli 1917 zum Leutnant der Reserve befördert. 1920 schied er aus der Reichswehr aus. Nach dem Ausscheiden aus dem Militär arbeitete er als Beamter. Am 1. Dezember 1936 wurde er Oberleutnant der Reserve der Wehrmacht. Ab 1. Mai 1937 war er als Oberleutnant (E-Offizier) Adjutant beim Ausbildungs-Leiter in Darmstadt. Bis zur Beförderung zum Oberstleutnant blieb er nun E-Offizier. Am 1. August 1937 erfolgte die Beförderung zum Hauptmann. Ab Kriegsbeginn am 1. September 1939 war er Regiments-Adjutant beim Infanterie-Regiment 352. Die Beförderung zum Major erfolgte am 1. September 1940 und er wurde in das aktive Offizierskorps übernommen. Als Major war er Kommandeur vom II. Bataillon des Infanterie-Regiments 352 der 246. Infanterie-Division. Anschließend war er Adjutant bei der 246. Infanterie-Division und kehrte dann als Kommandeur zum Infanterie-Regiments 352 zurück. Am 1. August 1942 erhielt er als Regiments-Kommandeur das Ritterkreuz des Eisernen Kreuzes und wurde zum Oberstleutnant befördert. Seine Beförderung zum Oberst erfolgte am 1. März 1943. Er führte das Infanterie-Regiments 352 bis zum 1. April 1943. Am 1. April 1943 wurde er Kommandeur des Grenadier-Regiments 451. Ab dem 3. November 1943 führte er als Kommandeur die Divisionsgruppe 251. Am 4. November 1943 erfolgte seine Auszeichnung mit dem Eichenlaub. Vom 1. Mai bis 1. Juni 1944 erfolgte seine Kommandierung zum Divisionsführer-Lehrgang. Er wurde am 10. Juni 1944 Kommandeur der 91. Luftlande-Infanterie-Division als nacheinander die vorhergehenden Kommandeure Generalleutnant Wilhelm Falley und Oberst Bernhard Klosterkemper bei Operation Neptune ausfielen. Seine Beförderung zum Generalmajor erfolgte am 1. September 1944. Ab dem 13. Dezember 1944 bis zu seiner Gefangennahme am 18. April 1945 kommandierte er die 272. Volksgrenadier-Division. Am 16. März 1945 wurde er noch zum Generalleutnant befördert.

## Auszeichnungen
- Eisernes Kreuz (1914) II. und I. Klasse
- Verwundetenabzeichen (1918) in Schwarz
- Spange zum Eisernen Kreuz II. und I. Klasse
- Ritterkreuz des Eisernen Kreuzes mit Eichenlaub[3][4]
  - Ritterkreuz am 1. August 1942
  - Eichenlaub am 4. November 1943 (318. Verleihung)